# كورتيس إي غراينا
بلدية كورتيس إي غراينا (بالإسبانية: Cortes y Graena) هي بلدية تقع في مقاطعة غرناطة التابعة لمنطقة أندلوسيا جنوب إسبانيا.

## الديموغرافيا
بلغ عدد سكان بلدية كورتيس إي غراينا 1.071 نسمة عام 2011 (وفقاً للمعهد الوطني الإسباني للإحصاء).
| 1.026 | 1.023 | 1.001 | 1.081 | 1.067 | 1.037 | 1.071 |